# Nededza
Nededza (em húngaro: Vágnedec) é um município da Eslováquia, situado no distrito de Žilina, na região de Žilina. Tem 6,31 km² de área e sua população em 2018 foi estimada em 1.022 habitantes.

## Demografia
| Ano:        | 1994 | 2004   | 2014   | 2024   |
| ----------- | ---- | ------ | ------ | ------ |
| Broj ljudi: | 849  | 929    | 1016   | 1092   |
| Razlika:    |      | +9,42% | +9,36% | +7,48% |

| Ano:               | 2023 | 2024   |
| ------------------ | ---- | ------ |
| Número de pessoas: | 1075 | 1092   |
| Diferença:         |      | +1,58% |